# Флојд Колинс
Вилијам Флојд Колинс (енгл. William Floyd Collins; Оберн, 20. јул 1887 — око 13. фебруарa 1925) био је познати истраживач пећина у централном Кентакију. Истраживао је стотинама миља дугачке међусобно повезане пећине, укључујући и Национални парк Мамутска пећина.
Дана 30. јануара 1925, док је покушавао да открије нови улаз у систем подземних пећина које су биле туристичка атракција у Кентакију, остао је заробљен 17 метара испод површине у једној од пећина коју називају Пешчана пећина. Многе новине широм читаве државе извештавале су о Колинсовим напорним покушајима да изађе из пећине. Након четири дана током којих се Колинсу није могла донети ни храна ни вода, са њим се није могло ни контактирати. После око 14 дана, Колинс је умрло од глади и жеђи. Његово тело пронађено је два месеца касније.
Многи Колинса понекад називају Највећи истраживач пећина икад. Та реченица је исписана на његовом надгробном споменику.